# Regent (winorośl)
Regent – mieszaniec niespecyficzny odmian winorośli: diana x chamburcin. W Niemczech odmiana zarejestrowana 15 października 1996 (nr rejestru 1396 z ochroną do 1 kwietnia 2024) jako vinifera i chroniona prawnie w UE. Nazwa została nadana na cześć diamentu o tej nazwie.
Proporcje gatunków w regencie kształtują się następująco: 78,5% Vitis vinifera + 3,3% Vitis labrusca + 14,6% Vitis rupestris + 1,6% Vitis berlandieri + 1% Vitis riparia + 1,1% Vitis lincecumii.

## Charakterystyka
Wzrost krzewu bardzo silny. Jest wytrzymały na mróz i mało podatny na choroby. Dobrze plonuje w chłodnym klimacie. Liście średnie lub duże, 3-klapowe, z niewyraźnymi bocznymi zatokami, grubo ząbkowane lub 5-klapowe.

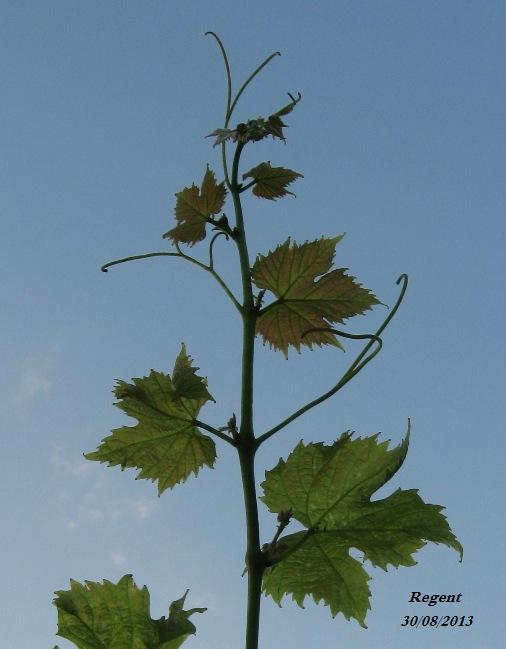
Regent – koronka

Grona średniej wielkości, jagody kuliste, małe, granatowoczarne. Miąższ bezbarwny.

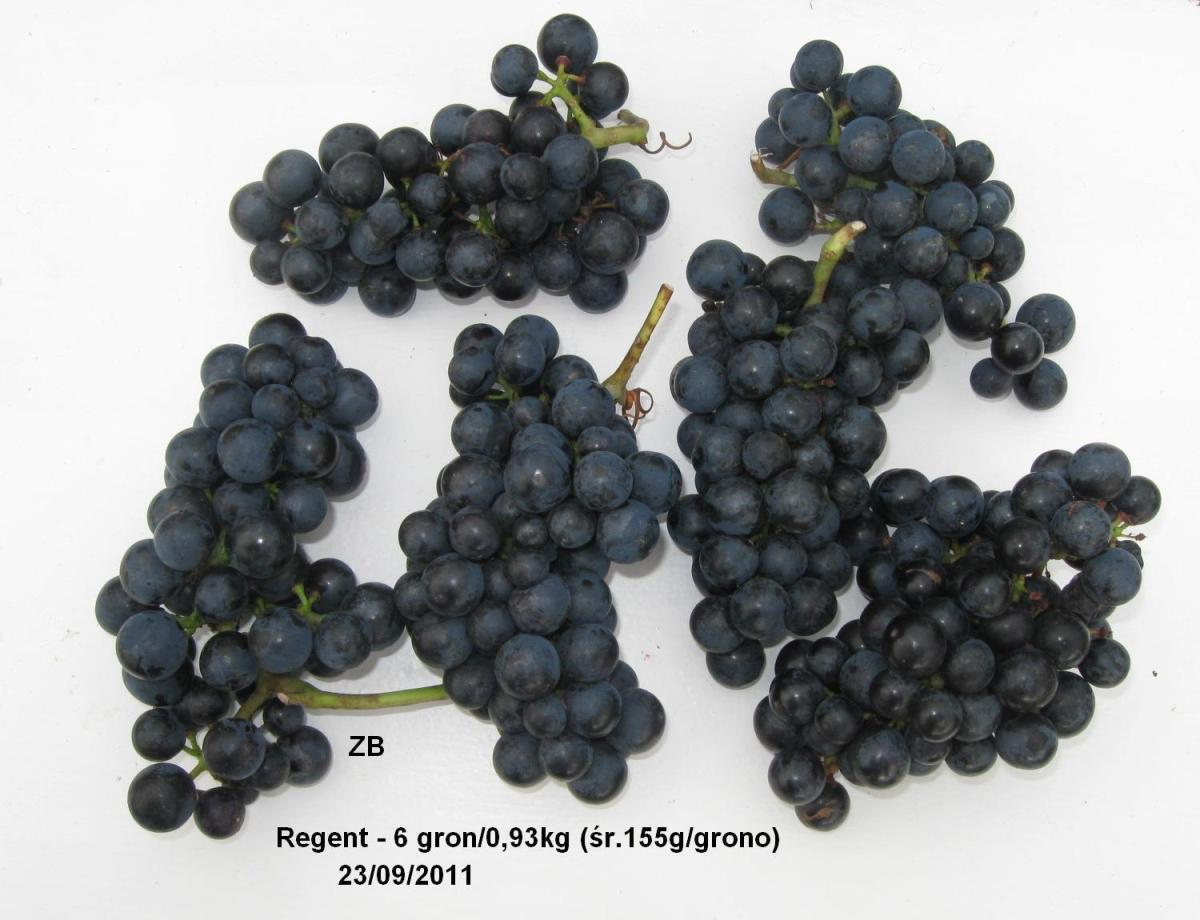
Grona regenta

## Fenologia
Wiosenną wegetację rozpoczyna średnio wcześnie. Jagody wybarwiają się wcześnie i dojrzewają dość wcześnie, na przełomie września i października, zależnie od lokalizacji. W polskich warunkach klimatycznych wymaga okrywania na zimę. Pąki wytrzymują spadki temperatur do -24 ºC.

## Choroby
Odmiana o wysokiej odporności na choroby grzybowe. Według badań za okres 1991-93, prowadzonych przez Instytut Hodowli Winorośli Geilweilerhof w Niemczech owoce są lekko podatne na mączniaka prawdziwego, a liście tolerancyjne. W skali 1 do 9 – wynik 3/2 (B/L: B – jagody, L – liście). Dla porównania: müller thurgau B/L=9/7, a sylvaner B/L=9/9 (gdzie 1 – brak oznak chorobowych; 9 – jagody porażone w ok. 70%, a liście prawie całkowicie). W czasie badań nie stosowano żadnej ochrony chemicznej.

## Cięcie
Krzew nie jest wymagający co do formy prowadzenia i długości pozostawionych pędów. Owocuje obficie nawet przy formie niskiej głowy i cięciu na czopki 4-5 pąkowe.

## Parametry dojrzewania
- Kolekcja polowa, Skierniewice 2009, termin zbioru – 29 września: masa gron 137 g; masa jagody 2,28 g; zawartość ekstraktu w jagodach określana refraktometrem – 20,1%[3].
- Kolekcja polowa, Skierniewice 2012, termin zbioru – 24 września: plon: 1,03 kg/krzew; masa grona 139 g; masa jagody 2,16g; ekstrakt: 23,1%[7].

## Wino
Wino cechuje się lekkim owocowym aromatem, podobnym do wina z pinot noir, ale ma o wiele ciemniejszą barwę i mniejszą ilość tanin, przez co jest łagodniejsze od win burgundzkich. Duży sukces odmiany przypisuje się właśnie dobrej charakterystyce wina.
Najwięcej wina z tej odmiany wytwarzają Niemcy (uprawy na ponad 2000 ha, co zapewnia szóste miejsce wśród odmian o ciemnej skórce) i Szwajcaria (40 ha). W mniejszych ilościach wytwarzane jest także w Polsce oraz wielu innych krajach o chłodnym klimacie (np. Wielka Brytania, Szwecja i Belgia). Wina odmianowe z regenta zdobywają nagrody na corocznych międzynarodowych konkursach win PIWI (fungus resistant grape varieties).